# Daroli, Khanapur
Daroli là một làng thuộc tehsil Khanapur, huyện Belgaum, bang Karnataka, Ấn Độ.